# Museo de Eurovisión
La Exposición del Festival de la Canción de Eurovisión de Húsavík (comúnmente conocida como Museo de Eurovisión) es un museo ubicado en la planta baja del Hotel Cape en la ciudad de Húsavík, Islandia. La exposición cuenta la historia del Festival de la Canción de Eurovisión y de la película de Netflix de 2020 titulada Eurovision Song Contest: The Story of Fire Saga, que se desarrolló y filmó en Húsavík.
El proyecto del museo fue anunciado por primera vez en julio de 2020 por el alcalde de Húsavík durante una entrevista de radio tras el estreno de la película. El museo está dirigido por el Museo de la Exploración local con permiso de la Unión Europea de Radiodifusión y Netflix. Muestra trajes e instrumentos del concurso de canciones, así como vestuario y accesorios de la película.

## Exposiciones
El museo consta de tres espacios expositivos principales. La primera exposición cuenta la historia de Islandia en el Festival de Eurovisión y muestra los atuendos de varios de los concursantes del país a lo largo de los años. Esto incluyó la primera entrada de Islandia, «Gleðibankinn», de 1986. La segunda exposición cuenta la historia del Festival de la Canción de Eurovisión y cómo ha definido a Europa durante siete décadas. El tercer espacio de exposición presenta accesorios y vestuario de la película de Netflix. Además, un pequeño espacio cerca de la salida cuenta la historia de la campaña de Húsavík para ganar un Premio Óscar en 2021 por una canción que aparece en la película y que lleva el nombre de la ciudad.

## Galería

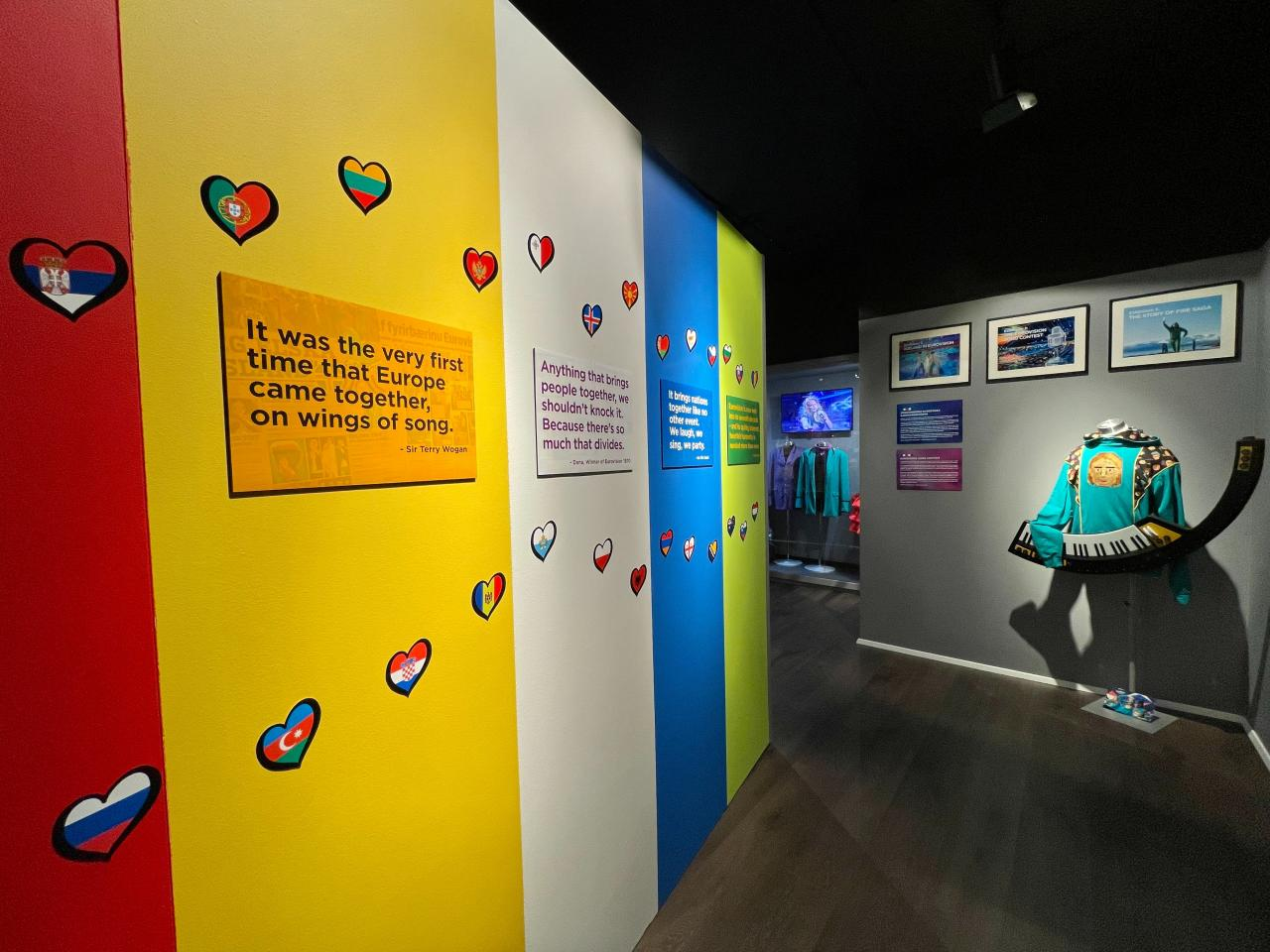
Entrada del museo.
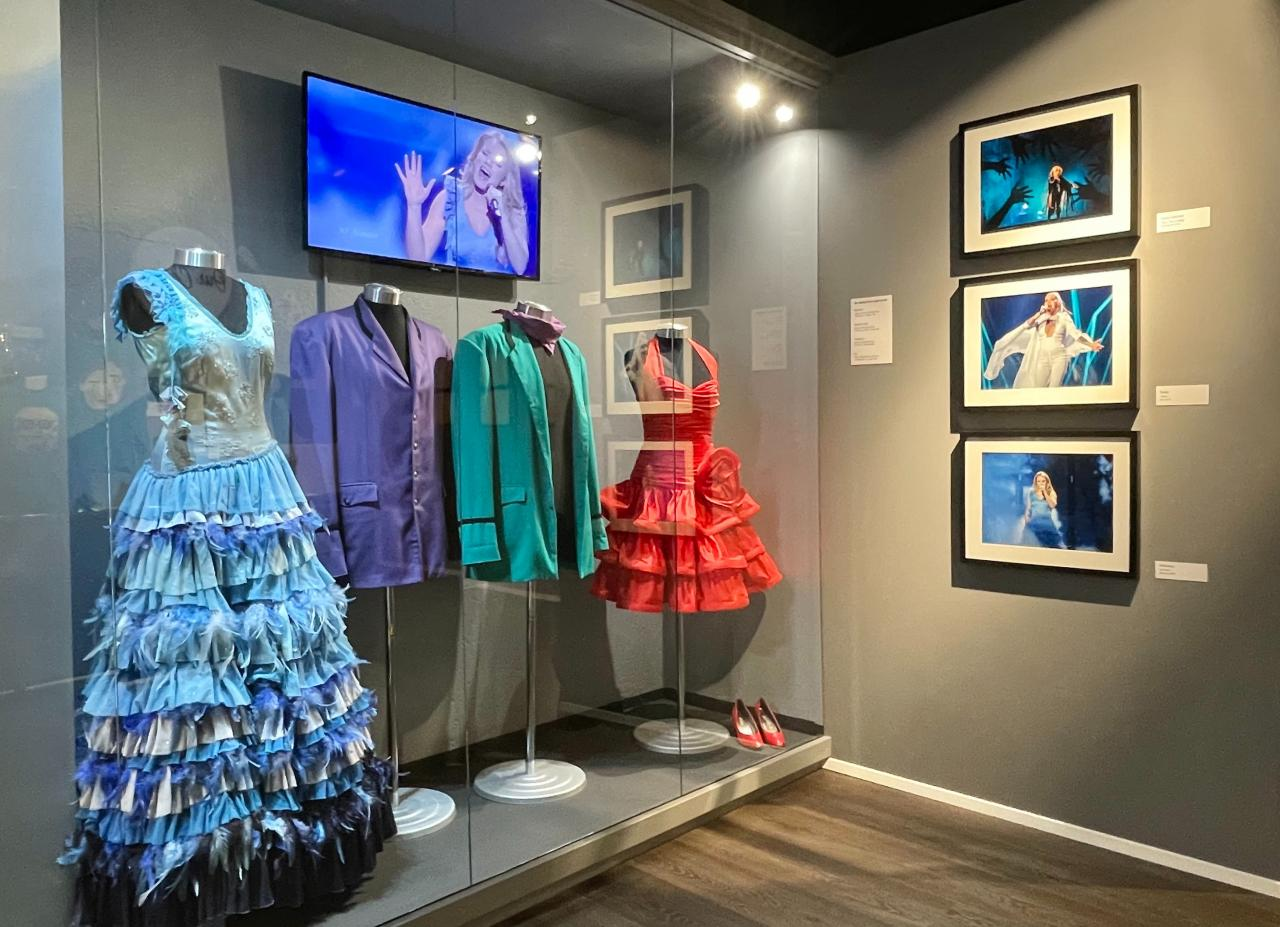
Exposición de vestidos y chaquetas utlizadas en el Festival de la Canción de Eurovisión.
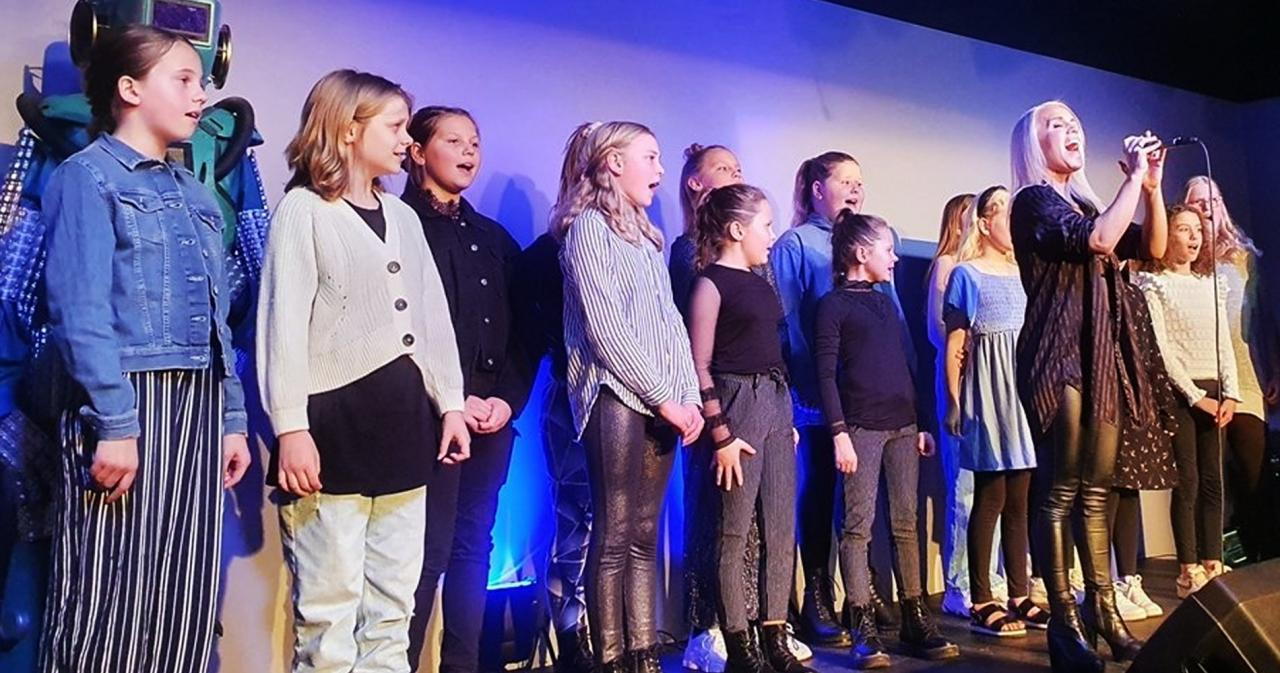
Gréta Salóme junto al Húsavík Oscar Choir en la inauguración del museo.